# Kolor magii
Kolor magii (ang. The Colour of Magic) – humorystyczna powieść fantasy Terry'ego Pratchetta, wydana w 1983 r. W Polsce książka ukazała się po raz pierwszy w 1994 r. nakładem wydawnictwa Prószyński i S-ka. Jest to pierwsza część długiego cyklu Świat Dysku, zaliczana do podcyklu o przygodach Rincewinda.   

## Opis fabuły
Tytułowy "kolor magii" to (fikcyjny) ósmy kolor tęczy – oktaryna, kolor wyobraźni. Barwa ta może występować tylko w świecie tak przesyconym magią jak Świat Dysku. Towarzyszy ona większości zaklęć. Widzą ją magowie oraz koty.
Głównym bohaterem powieści jest niezbyt zdolny, ale posiadający genialny instynkt przetrwania mag Rincewind. Zostaje on przewodnikiem pierwszego turysty na Dysku: bajecznie bogatego, beztroskiego Dwukwiata. Dzięki ich przygodom czytelnik poznaje obyczaje, kulturę oraz geografię Świata Dysku i jego największego miasta, Ankh-Morpork, leżącego nad Ankh – jedyną na Dysku rzeką, której wodę można kroić nożem. 
Poza głównymi postaciami pojawiają się również inni bohaterowie ze Świata Dysku, w tym Śmierć – antropomorficzna personifikacja, występująca w większości książek opisujących Świat Dysku. Przedstawieni są również bogowie Świata Dysku i część ich zajęć.
Bezpośrednią kontynuacją Koloru magii jest kolejna powieść cyklu – Blask fantastyczny.